# بيومبينو ديسي
بيومبينو ديسي (بالإيطالية: Piombino Dese)‏ هي بلدية في مقاطعة باذوة، في فنيتة بشمال شرق إيطاليا، وتقع على بعد 35 كيلومترًا (22 ميلًا) شمال غرب مدينة البندقية و20 كيلومترًا (12 ميلًا) شمال باذوة.